# 雷科蘭卡河
51°39′27″N 20°50′53″E / 51.65750°N 20.84806°E
雷科蘭卡河（波蘭語：Rykolanka）是波蘭的河流，位於該國中部，處於馬佐夫舍省，屬於皮利察河的左支流，河道全長20公里，流域面積162平方公里，該河流地區有74種鳥類棲息。